# Фотографічна вуаль
Фотографічна вуаль — небажана оптична густина, що виникає на проявленому фотоматеріалі в місцях, куди не падало експонувальне світло.
Ймовірність появи вуалі залежить від самої фотоплівки і умов її зберігання. Чим більша світлочутливість, тим менший час зберігання і може бути більша вуаль. Окрім того, причиною може бути застосування неякісного проявника.
Вуаль знижує прозорість світлих місць негативів, білизну відтисків і погіршує загальний контраст фотографічного зображення.